# Elgin Watch Company
La Elgin Watch Company o National Watch Company è stata una casa di produzione di orologi statunitense.

## Storia
Nata nel 1864 a Elgin, Illinois, la Elgin era gestita da un pool di affaristi ed esperti di orologeria, i quali avevano fiutato l'affare che avrebbe rappresentato la produzione di orologi utilizzando macchine e processi costruttivi standardizzati.
Era l'epoca della nascita dell'industria americana come la conosciamo oggi e la "Elgin" iniziò producendo un solo tipo di meccanismo per orologio da tasca size 18 (una misura statunitense ed inglese per il diametro dei movimenti, equivalente a 44,87mm), ma non le rispettive casse. Le casse per gli orologi venivano all'epoca realizzate da altri produttori: il prodotto finale era assemblato direttamente dai venditori secondo i gusti dell'acquirente finale.
La Elgin venne originariamente denominata "National Watch Company" di Elgin, Illinois. Questo nome un po' anonimo non piacque mai, e gli orologi venivano familiarmente chiamati "Elgin's" dal nome della cittadina presso Chicago che ospitava lo stabilimento di produzione. Fu così che nel 1874 venne deciso di modificare il nome della compagnia in "Elgin National Watch Company". Questo nuovo nome fu conservato fino alla chiusura della ditta, avvenuta alla fine degli anni sessanta, anche se, a partire dai primi anni del Novecento, sui quadranti, ma non sui movimenti, venne abbreviato in "Elgin".
La "Elgin" venne fondata sul presupposto di realizzare orologi con le parti facilmente intercambiabili tra loro, cosa che avrebbe facilitato le riparazioni e reso economica e veloce la fabbricazione. Fino al 1850 circa, infatti, gli orologi venivano realizzati per lo più a mano in piccoli atelier, e se un pezzo si rompeva bisognava trovare qualcuno in grado di ricostruire il pezzo ed adattarlo a quello specifico orologio. In compenso ogni orologio era unico, con i suoi pregi e difetti e non un serializzato prodotto industriale.